# Гжибув (Конецький повіт)
Гжибув (пол. Grzybów) — село в Польщі, у гміні Стомпоркув Конецького повіту Свентокшиського воєводства.
Населення — 301 особа (2011).
У 1975-1998 роках село належало до Келецького воєводства.

## Демографія
Демографічна структура на день 31 березня 2011 року:
|          | Загалом | Допрацездатний вік | Працездатний вік | Постпрацездатний вік |
| -------- | ------- | ------------------ | ---------------- | -------------------- |
| Чоловіки | 136     | 28                 | 95               | 13                   |
| Жінки    | 165     | 28                 | 100              | 37                   |
| Разом    | 301     | 56                 | 195              | 50                   |